# KDE
K Desktop Environment (s kratico KDE, izgovorjava ˌkeɪˌdiːˈiː, slovensko Namizno okolje K) je prosto dostopen projekt, ki združuje zmogljivo namizno okolje in množico programov, tako za vsakdanjo kot za napredno uporabo. Poleg projekta GNOME, KDE velja za najbolj razširjeno namizno okolje v operacijskem sistemu Linux.
Združljiv je z Unixu podobnimi operacijskimi sistemi, kot je Linux, BSD, Mac OS X ali Solaris. 3. generacija lahko s pomočjo emulatorjev teče tudi na Windowsih, med tem ko ima 4. generacija že podporo tej platformi.
Simbol KDE-ja je črka K v zobniškem kolesu na modri podlagi, maskota pa zmajček Konqui.

## Zgodovina
KDE je Matthias Ettrich prvič najavil leta 1996 na dopisnem seznamu Univerze Tübingen, saj ga je motilo veliko stvari pri namizjih tistega časa. Predlagal je, ne le set aplikacij ampak, kar namizno okolje, od katerega bi lahko uporabniki pričakovali lep izgled ter preprosto delo. Prvotna najava projekta je sprožla tak val zanimanja, da je nastal projekt KDE.
Matthias je za razvijanje projekta KDE izbral Qt toolkit. Drugi razvijalci so hitro začeli pisati KDE/Qt aplikacije in v začetku leta 1997 so izdali že veliko in uporabno zbirko programov. Takrat Qt še ni bil odprtokoden in člani projekta GNU so postali zaskrbljeni zaradi uporabe Tollkitovega orodja v odprtokodnih programih. Začeli so s projektom »Harmony« (predhodnik GTK), da bi izdelali odprtokodno nadomestitev knjižnice Qt, na katerem bi temeljilo grafično namizje GNOME.
V novembru 1998, so Qt izdali pod odprtokodno licenco Q Public License (QPL). Sledila je razprava o kompatibilnosti z licenco GPL. Zato je v septembru 2000 Trolltech izdal verzijo Qt knjižnic dostopno pod licenco GPL. Verzija Qt 4, deluje na vseh najbolj razširjenih platformah, kar pomeni da bodo KDE4 programi lahko delovala tudi na Mac OS X in Microsoft Windows. V začetku leta 2008 je podjetje Trolltech kupil finski proizvajalec mobilnih telefonov Nokia.
Danes tako KDE kot GNOME sodelujete znotraj projekta freedesktop.org, ki skuša poenotiti ne le ti namizni okolji, temveč tudi vse ostale. Vseeno je med projektoma še nekaj rivalstva.

## Cilji projekta
V obvestilu o izidu KDE 1.0 je moštvo KDE izpostavilo razloge in cilje projekta:
| “ | KDE je pretočno, sodobno namizno okolje za UNIX delovne postaje. KDE poskuša zadovoljiti potrebe po za uporabo preprostem namizju za UNIX delovne postaje, podobnem namiznim okoljem, ki jih najdemo v Mac OS ali Windowsu NT. Verjamemo, da je UNIXU najbolj izpopolnjen operacijski sistemimed dandanes razpoložljivimi. V resnici je bil UNIX dolgo nesporna izbira za profesionalne informacijske tehnologije. Kadar govorimo o stabilnosti, prilagodljivosti in odprtosti ni primerjave UNIXu. Vendar prav pomanjkanje za uporabo preprostega in hkrati modernega namizja je UNIX preprečilo prevlado med tipičnimi uporabniki namiznih računalnikov, v pisarnah in doma. Z namiznim okoljem KDE je tu za uporabo preprosto in sodobno namizje za te sisteme. Skupaj s prosto implementacijo na UNIXu podobnih sistemih, kot je Linux, UNIX/KDE tvori popolnoma svobodno in prosto računalniško platformo brezplačno dostopno vsakomur skupaj z izvorno kodo, ki jo lahko spreminja vsakdo. Medtem ko bo vedno dovolj prostora za izboljšave, verjamemo da bo KDE postal uveljavljena alternativa kateremu izmed bolj običajnih kombinacij operacijskih sistemov in namizij razpoložljivih danes. Naše upanje je, da bo kombinacija UNIX/KDE končno prinesla odprtost, zanesljivost, stabilnost v računalniški svet in ga osvobodila monopola. | ” |
|   | — KDE 1.0 Release Announcement |   |

### Uporabnost
KDE poskuša izdelati za uporabo preproste programe brez pomanjkljivih funkcij. Cilj projekta Uporabnost KDE je: »Delo znotraj začrtanih ciljev in trud za izboljšano uporabnost naredijo funkcije bolj preproste za uporabo, lažje naučljive, veliko bolj dosledne in samoumevne, in nasploh bolj ergonomične za ciljne.« Z namenom izboljšati uporabniški vmesnik je bilo delo med izdajama 3.2 in 3.5 usmerjeno predvsem v poenostavitev le-tega. Najbolj obetavno je vse tesnejše sodelovanje s projektom OpenUsability. Eden izmed glavnih ciljev KDE 4 je najti preostala območja, ki jim zaostajajo v smislu uporabnosti. Praktično so bila za izdajo KDE 4 začrtana povsem nove smernice za bolj človeški vmesnik.
Uporabniški vmesnik KDEja je bil pogosto kritiziran kot preveč kompleksen in preveč nastavljiv. Pa vendar je poročilo o uporabnosti iz leta 2003 pokazalo, da se uporabniki Oken dokaj hitro navadijo prilagojenega namizja KDE 3.1, iz so bili kmalu zmožni opraviti nalogo tako hitro kot s sistemom Windows XP.

## Organizacija projekta
KDE, kot večino drugih odprtokodnih projektov, razvijajo prostovoljci.
15. oktobra 2006 je programer, vodja distribucije Ubuntu in vesoljski turist Mark Shuttleworth postal patron KDEja, najprestižnejša oblika sponzorstva. 7. julija 2007 pa sta patrona postali še korporaciji Intel in Novell.. Poleg patronov pa projekt in z njim povezane dogodke finančno podpirajo tudi prostovoljci, univerze in podjetja SuSE Linux (del podjetja Novell, Inc.), Mandriva in Trolltech.
Zaradi velikosti projekta imajo razvijalci različne naloge (npr. pisanje kode, prevodi, grafika). Večino problemov se rešuje prek različnih dopisniških listah.
Pomembne razprave, o datumu izida in o novih programih, objavijo osrednji razvijalci na dopisniški listi »kde-core-devel«. Te razvijalci pišejo osrčje KDE, kateremu drugi dodajo še aplikacije. Razvijalci jedra med drugim skrbijo, da aplikacije napisane za KDE2 delujejo tudi na KDE3 itd.
KDE je postal zelo priljubljen in zato najdemo uporabnike na vseh koncih sveta, glavni strežniki pa se nahajajo na Univerzi Tübingen in Kaiserslautern v Nemčiji. Za strežnike skrbi nemška neprofitna organizacija (KDE e.V.), ki je registrirala tudi svoj zaščitni znak, zato tudi konference pogosto organizirajo v Nemčiji. Ta organizacija skrbi tudi za prepoznavnost projekta.

### Prepoznavnost
Kratica KDE je bilo v črkovna igra s kratico obstoječega namizja Common Desktop Environment za Unix. Črka K je v kratici prvotno pomenila »kool« (sl. super), vendar je bilo kmalu odločeno da K v imenu ne stoji iz posebnega razloga. Danes se je uveljavila kot črka v abecedi pred L, ki ponazarja Linux (na katerem je KDE po navadi nameščen). Simbol KDE-ja je črka K v zobniškem kolesu na modri podlagi, maskota pa zmajček Konqui.
Veliko programov za okolje KDE ima v imenu črko K, večinoma kot začetna ali velika tiskana črka v imenu. Vseeno obstajajo izjeme kot npr. kynaptic, kjer k ni pisan z velikimi tiskanimi črkami. Podobno kot do nedavnega tudi predvajalnik glasbe Amarok (končni k je bil zapisan z veliko začetnico) ima tudi program za upravljanje fotografij digiKam pisan k je bil zapisan z veliko začetnico in to kar sredi imena. Črka K v številnih primerih izhaja iz zapisa izgovorjave besed, ki se v angleščini začnejo s črkama c oz. q, na primer emulator ukazne lupine Konsole (v angleščini console) ali pa Kuickshow (v angleščini quickshow). Prav tako se K pogosto preprosto kot pripona doda k imenu, na primer KOffice. Nekatere aplikacije pa v imenu sploh nimajo črke k, tak je npr. pregledovalnik slik Gwenview. Zdi se, da je to naraščajoč trend zlasti pri KDE 4 - namizje Plasma, tehnologije Phonon, Decibel, Solid, tema Oxygen.
Še posebej prepoznavni programi so (seznam KDE programov):
- Amarok - glasbeni predvajalnik
- Dolphin - upravljalnik datotek
- K3b - pisanje CD-jev in DVD-jev
- Kate - tekstovni urejevalnik
- KDevelop - integrirano razvojno okolje
- Kalzium - napredni periodni sistem elementov
- Konsole - terminalski emulator
- Kontact - odjemalec e-pošte, odjemalec novic in virov RSS, upravljalnik osebnih informacij, načrtovanje opravil, sinhronizacija z dlančniki in mobiteli
- Kopete - program za neposredno sporočanje
- Konqueror - spletni brskalnik
- KOffice - pisarniška zbirka, ki vključuje program za obdelavo besedil, tabel, risanje, predstavitve, ...
- Marble - interaktivni zemljevid

### Sodelovanje z Wikipedijo
23. junija 2005 je bilo na spletni strani porojeka objavljeno, da bosta projekt KDE in Fundacija Wikimedia sodelovala, tako da bo čim več vsebine z Wikipedije vključene kot dodatne storitve v programih.
Prvi koraki v tej smeri so bili narejeni z izdajo KDE 3.5, ki je npr. prinesla podporo za označevanje Wiki-sintakse v urejevalniku Kate in vključitev člankov z Wikipedije v storitev iskanja informacij v skladbi z glasbenim predvajalnikom Amarok s pomočjo vgrajenega iskalnika.
Skupnost uporabnikov je razvila tudi številne namizne gradnike, eden takih je WikipediaSearch, ki odpre iskani članek v zunanjem brskalniku.
Naslednji velik korak v sodelovanju med projektoma je bila izdaja KDE 4, ki je vključitev Wikipedije prinesel še v več programov - npr. namizni globus Marble.
4. aprila 2008 je KDE skupaj z Fundacijo Wikimedia Deutschland odprl skupno pisarno v Frankfurtu.

## Razvojna obdobja
V zgodovini projekta se je že zgodilo da so morali zaradi prevelikega števila kritičnih napak izdati novo verzijo že en teden od izdaje glavne različice KDE-ja, zato poznamo dve možnosti izdaj. Kadar govorimo o glavni izdaji KDE pridobi nove značilnosti in razvijalci odpravijo razne napake, o podrazličici pa govorimo takrat ko se razvijalci osredotočijo le na popravljanje napak.
Projekt KDE lahko razdelimo na 4 generacije (1, 2, 3 ter 4) in 12 glavnih izdaj (1.0, 1.1, 2.0, 2.1, 2.2, 3.0, 3.1, 3.2, 3.3, 3.4, 3.5 ter 4.0).
Razvojni cikel generacij KDE se ujema z razvojnim ciklom QT. Vsaka generacija KDE je s svojimi pod različicami kompatibilna, kar pomeni da bodo programi za KDE 3.x.x delovali z vsemi različicami iz generacije KDE 3, nova generacija KDE 4 pa je z njimi le delno nekompatibilna. Trenutna stabilna glavna izdaja je 4.0 (od januarja 2008).
Podrazličica KDE-ja ima tri števke (na primer: KDE 1.1.1). V njih se razvijalci osredotočijo na odpravljanje drobnih napak in le redko na dodajanje novih funkcij.
| 14. oktober 1996  | Matthias Ettrich najavi projekt                                                                            | | | | |
| KDE 1             | | | | | |
| 12. julij 1998    | Izdan KDE 1.0                                                                                              | | | | |
| 6. februar 1999   | Izdan KDE 1.1                                                                                              | | | | |
| KDE 2             | | | | | |
| 23. oktober 2000  | Izdan KDE 2.0                                                                                              | | | | |
| 26. februar 2001  | Izdan KDE 2.1                                                                                              | | | | |
| 15. avgust 2001   | Izdan KDE 2.2                                                                                              | | | | |
| KDE 3             | | | | | |
| 3. april 2002     | Izdan KDE 3.0                                                                                              | | | | |
| 28. januar 2003   | Izdan KDE 3.1                                                                                              | | | | |
| 3. februar 2004   | Izdan KDE 3.2                                                                                              | | | | |
| 19. avgust 2004   | Izdan KDE 3.3                                                                                              | | | | |
| 16. marec 2005    | Izdan KDE 3.4                                                                                              | | | | |
| 29. november 2005 | Izdan KDE 3.5                                                                                              | | | | |
| KDE SC 4          | | | | | |
| 11. januar 2008   | Izdan KDE 4.0                                                                                              | | | | |
| 29. julij 2008    | Izdan KDE 4.1                                                                                              | | | | |
| 27. januar 2009   | Izdan KDE 4.2                                                                                              | | | | |
| 4. avgust 2009    | Izdan KDE 4.3                                                                                              | | | | |
| 9. februar 2010   | Izdan KDE SC 4.4                                                                                           | | | | |
| 10. avgust 2010   | Izdan KDE SC 4.5                                                                                           | | | | |
| 26. januar 2011   | Izdan KDE SC 4.6                                                                                           | | | | |
| 27. julij 2011    | Izdan KDE SC 4.7                                                                                           | | | | |
| 25. januar 2012   | Izdan KDE SC 4.8                                                                                           | | | | |
| 1. avgust 2012    | Izdan KDE SC 4.9                                                                                           | | | | |
| 5. februar 2013   | Izdan KDE SC 4.10                                                                                          | | | | |
| 14. avgust 2013   | Izdan KDE SC 4.11                                                                                          | | | | |
| 18. december 2013 | Izdan KDE SC 4.12                                                                                          | Izdan KDE SC 4.12                                                                                          | Izdan KDE SC 4.12                                                                                          | Izdan KDE SC 4.12                                                                                          | Izdan KDE SC 4.12                                                                                          |
| 16. april 2014    | Izdan KDE SC 4.13                                                                                          | Izdan KDE SC 4.13                                                                                          | Izdan KDE SC 4.13                                                                                          | Izdan KDE SC 4.13                                                                                          | Izdan KDE SC 4.13                                                                                          |
| 20. avgust 2014   | Izdan KDE SC 4.14. Nekateri programi temeljijo na razvojnem okolju KDE 4, drugi na razvojnem ogrodju KDE 5 | Izdan KDE SC 4.14. Nekateri programi temeljijo na razvojnem okolju KDE 4, drugi na razvojnem ogrodju KDE 5 | Izdan KDE SC 4.14. Nekateri programi temeljijo na razvojnem okolju KDE 4, drugi na razvojnem ogrodju KDE 5 | Izdan KDE SC 4.14. Nekateri programi temeljijo na razvojnem okolju KDE 4, drugi na razvojnem ogrodju KDE 5 | Izdan KDE SC 4.14. Nekateri programi temeljijo na razvojnem okolju KDE 4, drugi na razvojnem ogrodju KDE 5 |

## Uporabniški vmesnik
Programi so lahki za uporabo in imajo veliko funkcij. Glede na cilje zapisane na spletni strani projekta »Uporabnost KDE«, želijo izdelati lepši, hitrejši uporabniški vmesnik, za vsesplošno uporabo; od šolarja, do zahtevnega astronoma.
KDE-jev vmesnik uporablja preprost slog, brez močnih kontrastov, pohvali se lahko z uporabo grafike v vektorskem formatu SVG, veliko možnostmi za nastavljanje in prevodi v več kot 80 jezikov. Eden izmed ciljev tega projekta je tudi prilagajanje namizja domačim uporabnikom Windowsa.
Nastavljanje je zelo preprosto, do opcij lahko dostopamo prek menijev ali nadzornega središča.